# Agno
Agno je obec ve švýcarském kantonu Ticino, okresu Lugano. Žije zde přibližně 4 400 obyvatel.

## Geografie
Obec u Luganského jezera je nejdůležitějším sídlem v oblasti zvané Malcantone a zahrnuje místní části Cassina d’Agno, Mondonico a Serocca. Východním okrajem obce protéká řeka Vedeggio. Sousedními obcemi jsou Magliaso, Bioggio, Neggio, Vernate, Collina d’Oro a Muzzano.

## Historie

Letecký pohled (1963)

V roce 735 je obec poprvé zmiňována v latinském slovním spojení cl. basilice Sci. Iohannis Aniasce klerik kostela svatého Jana z Agna, v roce 874 pak v Gundoaldus notarius de vico Amni. Název místa se odvozuje od vulgárního latinského amnius, což je odvozenina latinského amnis pro vodní tok, řeku, a pravděpodobně se vztahuje k řece Vedeggio, která se u Agna vlévá do Luganského jezera.
Farnost pochází ze 6. nebo 7. století a nepochybně existovala i v 9. století. Tradice, která existovala ještě v době vizitace farnosti v roce 1684, tvrdí, že kanonii založil a obdaroval císař Ota II. (973–983) během své cesty do Itálie.
První dokument, který se zmiňuje o kolegiátní kapitule, pochází z roku 1192 a prvním proboštem, jehož jméno je známo, byl Guglielmo da Marchirolo (1288–1301). V roce 1591 patřily k farnosti také Magliaso, Neggio, Bioggio a Pura.

## Obyvatelstvo

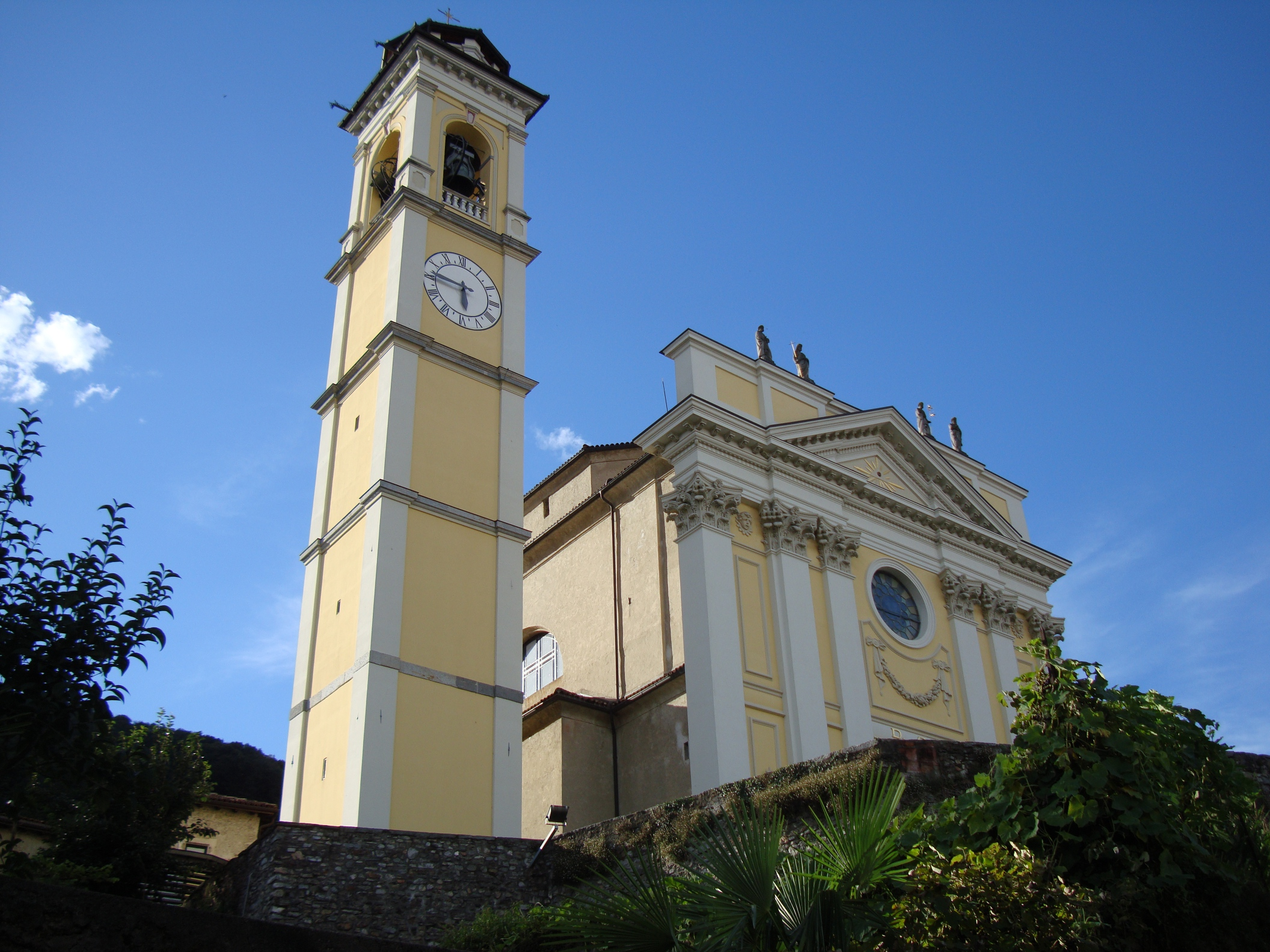
Kostel

| Rok            | 1801 | 1850 | 1900 | 1902 | 1950 | 1990 | 2000 | 2010 | 2020 |
| Počet obyvatel | 575  | 911  | 723  | 1204 | 909  | 3121 | 3655 | 3981 | 4376 |

## Doprava
Agno leží na silnici z Ponte Tresa do Lugana a je obsluhováno úzkokolejnou železniční tratí Lugano – Ponte Tresa. V obci se nachází mezinárodní letiště Lugano. Díky své malebné poloze u jezera je v obci také několik kempů.